# Сосна-літак
Сосна-літа́к. Росте на вершині гори Ай-Петрі в Ялтинському гірсько-лісовому заповіднику, Крим. Обхват 3,60 м. Вік понад 200 років, висота 4 м. Улюблений туристичний об'єкт. Дерево необхідно захистити, прибрати сміття довкола.

## Ресурси Інтернету
- Фотогалерея самых старых и выдающихся деревьев Украины

## Виноски
1. 1 2   Шнайдер С. Л., Борейко В. Е., Стеценко Н. Ф. 500 выдающихся деревьев Украины. — К.: КЭКЦ, 2011. — 203 с.